# Hasle
Hasle é uma comuna da Suíça, no Cantão Lucerna, com cerca de 1.742 habitantes. Estende-se por uma área de 40,33 km², de densidade populacional de 43 hab/km². Confina com as seguintes comunas: Doppleschwand, Entlebuch, Flühli, Romoos, Sarnen (OW), Schüpfheim.
A língua oficial nesta comuna é o Alemão.